# Keeley Hawes
Claire Julia Hawes (Marylebone, Londres; 10 de febrero de 1976) es una actriz inglesa, más conocida por haber interpretado a Zoe Reynolds en la serie Spooks.

## Biografía
Claire Hawes nació en Marylebone, Londres, Inglaterra. Es la menor de cuatro hermanos, tiene dos hermanos y una hermana. De niña asistió a la Escuela de Teatro de Sylvia Young; después fue descubierta en Oxford Street y se convirtió en modelo.
Es muy buena amiga de las actrices Kellie Bright y Gina Bellman.
Hawes tiene un hijo, Myles (2000) con su exesposo el dibujante Spencer McCallum, con quien se casó en diciembre de 2001 en Westminster cuando Myles apenas tenía 1 año de edad, sin embargo se separaron a solo cinco meses de su boda.
Hawes comenzó una relación con su coestrella de Spooks, el actor Matthew Macfadyen, se casaron el 8 de octubre del 2004 en una ceremonia privada en Richmond; su primera hija, Maggie Liberty nació dos meses después en diciembre y su segundo hijo, Ralph, nació en septiembre del 2006.

## Carrera
Hawes ha aparecido en varias exitosas adaptaciones de novelas clásicas y modernas como Tipping the Velvet (en el 2002), Esposas e hijas (en 1999), Our Mutual Friend (en 1998) y en Under the Greenwood Tree (en el 2005).
En 1999 interpretó a la joven Diana Dors en la película Blonde Bombshell.
En el 2001 trabajó en las series de televisión dramática de Dennis Potter, Karaoke y Othello.
En el 2002 se unió al elenco de la exitosa serie británica Spooks donde interpretó a la agente del MI5, Zoe Reynolds desde el 2002 hasta el 2004, luego de que su personaje se viera obligado a huir después de cometer un error durante una operación.
En el 2005 interpretó a Ella, la esposa ambiciosa de Joe Macbeth (interpretado por James McAvoy), que orilla a su marido a hacer cosas, al final Ella enloquece y se suicida.
En el 2006 da vida a Nicola Graham en el drama de ITV, After Thomas. Ese mismo año interpretó la voz de Lara Croft en los juegos de Tomb Raider.
En el 2007 interpretó el papel de Rosie Kennedy la hermana de Harry interpretado por Richard Armitage, en la serie "Vicario of Dibley", también participó en la comedia "Death at a Funeral", donde interpretó a Jane la esposa de Daniel, interpretado por su esposo en la vida real Matthew Macfadyen; la trama gira en torno de la muerte del padre de Daniel y como toda la familia tiene que sufrir todos los inconvenientes que se presentan en el funeral la cual resulta ser un completo desastre.
En el 2008 aparecido en videos musicales como "Saturday Night" de Suede y en "She's a Star" de James. También es la cara de los cosméticos de Boots No7. También protagonizó la película Flashbacks of a Fool junto al actor Daniel Craig, donde interpretó el papel de Jessie la hermana menor de Joe, (interpretado por Craig).
Ese mismo año se unió al elenco de la serie de la BBC Ashes to Ashes, el programa es la secuela de la serie Life to Mars. En la serie interpretó a la DI Alex Drake hasta el final de esta en el 2010. Por su interpretación Glamour Magazine la nombró como la Mejor Actriz de Televisión con el premio de Mujer del Año en los Premios del 2008, también fue nominada para un premio en los TV Choice por el mismo
En el 2010 Hawes interpretó a la DSI Martha Lawrence en la serie de seis partes Identity. Ese mismo año interpretó se unió al elenco principal de la miniserie Upstairs Downstairs donde interpretó a Lady Agnes Holland hasta el final de la serie en el 2012. En marzo del 2011 se anunció que la miniserie fue renovada para una segunda temporada.
En el 2013 apareció en la película Mariah Mundi and the Midas Box donde interpretó a Catherine Mundi junto a Michael Sheen, Sam Neill y Aneurin Barnard, también apareció como invitada en la serie The Tunnel donde interpretó a Suze Harcourt, una asistente social y drogadicta.
En el 2014 se unió al elenco principal de la segunda temporada de la serie Line of Duty donde interpreta a la detective inspectora de la policía Lindsay Denton, hasta ahora.
Ese mismo año se anunció que Keeley se uniría al elenco invitado de la octava temporada de la popular serie británica Doctor Who donde dará vida a la villana Ms. Delphox. De igual forma, se confirma su regreso como la voz de Lara Croft en el Spin Off de la serie Lara Croft and the Temple of Osiris.

## Filmografía

### Series de televisión
| Año           | Título                 | Personaje                 | Notas                             |
| ------------- | ---------------------- | ------------------------- | --------------------------------- |
| 2021          | It's a Sin             | Valerie Tozer             | 3 episodios - miniserie           |
| 2021-presente | Finding Alice          | Alice Dilon               | 6 episodios - protagonista        |
| 2019-presente | Traitors               | Priscilla Garrick         | 6 episodios                       |
| 2019          | Summer of Rockets      | Kathleen Shaw             | 6 episodisos - miniserie          |
| 2018          | Bodyguard              | Julia Montague            | 4/6 episodios                     |
| 2016-2019     | The Durrells           | Louisa Durrell            | 20 episodios                      |
| 2018          | Mrs. Wilson            | Dorothy                   | 3 episodios - miniserie           |
| 2016          | The Missing            | Gemma Webster             | 8 episodios                       |
| 2017          | Inside No. 9           | Louise                    | episodio "Diddle Diddle Dumpling" |
| 2016          | The Hollow Crown       | Reina Elizabeth           | 2 episodios - miniserie           |
| 2014-2016     | Line of Duty           | Det. Lindsay Denton       | 11 episodios                      |
| 2015          | Fungus the Bogeyman    | Wendy Snow                | 3 episodios - miniserie           |
| 2015          | The Casual Vacancy     | Samantha Mollison         | 3 episodios - miniserie           |
| 2014          | Doctor Who             | Ms. Delphox               | episodio "Time Heist"             |
| 2013          | Ambassadors            | Jennifer                  | 2 episodios                       |
| 2013          | The Tunnel             | Suze Harcourt             | episodio # 1.3                    |
| 2010-2012     | Upstairs Downstairs    | Lady Agnes Holland        | 9 episodios                       |
| 2010          | Identity               | Detective Martha Lawrence | 6 episodios                       |
| 2008-2010     | Ashes to Ashes         | Detective Alex Drake      | 24 episodios                      |
| 2008          | Mutual Friends         | Jen Grantham              | 6 episodios                       |
| 2006-2007     | The Vicar of Dibley    | Rosie Kennedy             | 2 episodios                       |
| 2005          | ShakespeareRe-Told     | Ella Macbeth              | episodio "Macbeth"                |
| 2002-2004     | Spooks                 | Zoe Reynolds              | 22 episodios                      |
| 2004          | The Murdoch Mysteries  | Dra. Julia Ogden          | 2 episodios                       |
| 2003          | The Canterbury Tales   | Emily                     | episodio "The Knight's Tale"      |
| 2001          | Murder in Mind         | Deborah                   | episodio "Sleeper"                |
| 1999          | Esposas e hijas        | Cynthia Kirkpatrick       | 4 episodios                       |
| 1998          | Our Mutual Friend      | Lizzie Hexam              | 4 episodios                       |
| 1996          | Heartbeat              | Michelle                  | episodio "Snapped"                |
| 1996          | Pie in the Sky         | Stella Jackson            | 2 episodios                       |
| 1996          | Cold Lazarus           | Linda Langer              | episodio #1.3                     |
| 1996          | Karaoke                | Linda Langer              | 4 episodios                       |
| 1992          | Ruth Rendell Mysteries | Sarah Mabledene           | episodio "Talking to Strange Men" |
| 1990          | Troublemakers          | Mandy                     | 6 episodios                       |
| 1989          | Forever Green          | Carol                     | episodio #1.3                     |

### Cine
| Año  | Título                                     | Personaje                     | Notas                                                                           |
| ---- | ------------------------------------------ | ----------------------------- | ------------------------------------------------------------------------------- |
| 2024 | La gran exclusiva                          | Amanda Thirsk                 |                                                                                 |
| 2020 | Rebecca                                    | Beatrice                      | junto a Lily James, Armie Hammer, Kristin Scott Thomas, Ann Dowd y Sam Riley    |
| 2015 | High-Rise                                  | Ann Royal                     | junto a Tom Hiddleston, Jeremy Irons, Sienna Miller, Luke Evans y James Purefoy |
| 2013 | The Adventurer: The Curse of the Midas Box | Catherine Mundi               | junto a Lena Headey, Michael Sheen, Ioan Gruffudd, Sam Neill y Aneurin Barnard  |
| 2012 | The Lady Vanishes                          | Mrs. Todhunter/Laura Parmiter | junto a Julian Rhind-Tutt, Gemma Jones, Tom Hughes y Jesper Christensen         |
| 2008 | Flashbacks of a Fool                       | Jesse Scott                   | junto a Daniel Craig                                                            |
| 2008 | The Bank Job                               | Wendy Leather                 | con Jason Statham y Saffron Burrows                                             |
| 2007 | Death at a Funeral                         | Jane                          | junto a su esposo Matthew Macfadyen                                             |
| 2006 | After Thomas                               | Nicola Graham                 | -                                                                               |
| 2005 | Tristram Shandy: A Cock and Bull Story     | Elizabeth                     | -                                                                               |
| 2006 | The Best Man                               | Kate Sheldrake                | junto a Richard Coyle, Toby Stephens, George Irving e Indra Ové                 |
| 2005 | Under the Greenwood Tree                   | Fancy Day                     | con James Murray                                                                |
| 2005 | Marple: A Murder Is Announced              | Philippa Haymes               | junto a Robert Pugh, Sienna Guillory y Christian Coulson                        |
| 2004 | Sex & Lies                                 | Kate                          | junto a Simon Pegg y Stuart Laing                                               |
| 2003 | Chaos and Cadavers                         | Samantha Taggert              | -                                                                               |
| 2003 | Lucky Jim                                  | Christine Callaghan           | junto a Hermione Norris                                                         |
| 2002 | Tipping the Velvet                         | Kitty Butler                  | -                                                                               |
| 2002 | Me & Mrs Jones                             | Jane                          | -                                                                               |
| 2002 | A Is for Acid                              | Gillian Rogers                | -                                                                               |
| 2001 | Othello                                    | Dessie Brabant                | junto a Christopher Eccleston, Bill Paterson y Richard Coyle                    |
| 2001 | Hotel                                      | Tricia                        | junto a Bradley Walsh                                                           |
| 2000 | Complicity                                 | Yvonne                        | junto a Jonny Lee Miller, Bill Paterson y Brian Cox                             |
| 1999 | The Last September                         | Lois Farquar                  | junto a Michael Gambon, Richard Roxburgh, Maggie Smith y David Tennant          |
| 1999 | The Blonde Bombshell                       | Joven Diana Dors              | junto a Rupert Graves, Larry Lamb y Eamon Boland                                |
| 1998 | Los vengadores                             | Tamara                        | -                                                                               |
| 1998 | The Cater Street Hangman                   | Charlotte Ellison             | -                                                                               |
| 1997 | The Beggar Bride                           | Angela Harper                 | junto a Kacey Ainsworth, Nicholas Jones y Joe Duttine                           |
| 1996 | The Moonstone                              | Rachel Verinder               | junto a Greg Wise, Kacey Ainsworth, Terrence Hardiman y Peter Vaughan           |

### Videojuegos
| Año  | Título                               | Papel                    | Notas                           |
| ---- | ------------------------------------ | ------------------------ | ------------------------------- |
| 2014 | Lara Croft and the Temple of Osiris  | Lara Croft               | prestó su voz para el personaje |
| 2010 | Lara Croft and the Guardian of Light | Lara Croft               | prestó su voz para el personaje |
| 2009 | Tomb Raider: Underworld LS           | Lara Croft, Doppelgänger | prestó su voz para el personaje |
| 2009 | Tomb Raider: Underworld BtA          | Lara Croft               | prestó su voz para el personaje |
| 2008 | Tomb Raider: Underworld              | Lara Croft               | prestó su voz para el personaje |
| 2007 | Lara Croft Tomb Raider: Anniversary  | Lara Croft               | prestó su voz para el personaje |
| 2006 | Tomb Raider: Legend                  | Lara Croft               | prestó su voz para el personaje |

### Videos musicales
| Año  | Grupo/Artista       | Canción          | Notas                |
| ---- | ------------------- | ---------------- | -------------------- |
| 1997 | James               | "She's a Star"   | apareció en el video |
| 1997 | The Mutton Birds    | "Come Around"    | apareció en el video |
| 1996 | Suede               | "Saturday Night" | apareció en el video |
| 1994 | The Lightning Seeds | "Marvellous"     | apareció en el video |

### Apariciones
| Año  | Programa                           | Notas                                                 |
| ---- | ---------------------------------- | ----------------------------------------------------- |
| 2011 | Four Of A Kind                     | narradora                                             |
| 2011 | Kate & William: A Royal Love Story | narradora                                             |
| 2010 | Would I Lie To You?                | apareció en el tercer episodio de la cuarta temporada |
| 2010 | That Mitchell and Webb Look        | apareció en el primer episodio                        |

### Teatro
| Año  | Obra               | Personaje       | Director (a)  | Teatro           | Notas                                                                |
| ---- | ------------------ | --------------- | ------------- | ---------------- | -------------------------------------------------------------------- |
| 2013 | Barking in Essex   | Chrissie Packer | -             | -                | junto a Sheila Hancock y Lee Evans                                   |
| 2011 | Rocket to the Moon | Belle Stark     | Angus Jackson | National Theatre | junto a Jessica Raine, Nicholas Woodeson, Joseph Millson y Tim Steed |

## Premios y nominaciones
| Año  | Categoría                                          | Premio                            | Serie                                    | Resultado |
| ---- | -------------------------------------------------- | --------------------------------- | ---------------------------------------- | --------- |
| 2017 | Best Actress                                       | Broadcasting Press Guild Award    | Line of Duty, The Durrells y The Missing | Ganó      |
| 2015 | Best Leading Actress                               | BAFTA Award                       | Line of Duty                             | Nominada  |
| 2014 | Best Leading Actress                               | Dagger Award                      | Line of Duty                             | Ganó      |
| 2010 | Best Actress                                       | ITV3 Crime Thriller Awards        | Ashes to Ashes                           | Nominada  |
| 2010 | Glamours Best Television Actress of the Year Award | Glamour's Women of the Year Award | -                                        | Nominada  |
| 2010 | Best Actress                                       | SFX Sci-Fi Award                  | Ashes to Ashes                           | Nominada  |
| 2010 | Sexiest Female                                     | SFX Sci-Fi Award                  | Ashes to Ashes                           | Nominada  |
| 2009 | Glamours Best Television Actress of the Year Award | Glamour's Women of the Year Award | -                                        | Ganó      |
| 2009 | Best Actress                                       | Specsavers Crime Thriller Award   | Ashes to Ashes                           | Nominada  |
| 2009 | Best Actress                                       | TV Quick Award                    | Ashes to Ashes                           | Nominada  |
| 2008 | Best Actress                                       | TV Quick Award                    | Ashes to Ashes                           | Nominada  |
| 2008 | Best UK Television Actress                         | Glamour Award                     | Ashes to Ashes                           | Ganó      |